# Jacqueline Adiaba
Jacqueline Adiaba  Nkembe, née en 1967, est une banquière camerounaise, présidente de la Commission de surveillance du marché financier de l’Afrique Centrale (Cosumaf) depuis le 17 mars 2023.

## Biographie
Jacqueline Adiaba est titulaire d’un DEA en monnaie, banque et finance et d’une maîtrise en économie internationale obtenus à l’Université de Paris 1 Panthéon-Sorbonne. Elle est aussi détentrice d’un diplôme d’études supérieures de l’Institut technique bancaire de Paris et de plusieurs autres certifications dans les domaines de la finance, des marchés financiers et de la régulation[évasif].
Elle commence sa carrière comme analyste financière chez Ernst & Young en 1997, puis passe la majeure partie de sa  de sa carrière à la Société générale de banques du Cameroun (Sgbc),. En 2002, elle rejoint la Douala Stock Exchange en tant que  collaboratrice de l’ancien directeur des marchés, André Ekounda Fouda, puis le remplace à son départ  en 2006. En 2019, elle rejoint  la Commission de surveillance du marché financier de l’Afrique centrale (Cosumaf) lors de la fusion des places boursières de Libreville et de Douala. Le 17 mars 2023, elle  devient présidente de la Cosumaf, la première femme à occuper cette position. Elle remplace à ce poste le Tchadien Nagoum Yagassoum,,.